# Партска война на Луций Вер
Партска война на Луций Вер се води от 161 до 166 г. между Римската империя с римския император Луций Вер и Партското царство.
Провежда се в Армения, Месопотамия, Сирия и Медия. Римската империя печели територии в Северна Месопотамия. Арсакидите се установяват на арменския трон.
Командири на Римската империя са римският император Луций Вер и военачалниците му Марк Седаций Севериан, Публий Мартий Вер, Авидий Касий, Марк Клавдий Фронтон и Марк Стаций Приск. Командири на партите са Вологаз IV и Хосрхой. През 165 г. римляните се изтеглят от Партия поради избухналата епидемия, оставяйки след себе си големи разрушения.